# Thessaloniki (departement)
Thessaloniki (Grieks: Θεσσαλονίκη) was een departement (nomos) in de Griekse regio Centraal-Macedonië. De hoofdstad is het gelijknamige Thessaloniki, wat tevens de hoofdstad van de gehele regio is, met 1,1 miljoen inwoners in 2011.
Het departement is de op een na grootste departement qua bevolking van Griekenland, en de grootste qua bevolking van Grieks Macedonië en de rest van Noord-Griekenland.

## Geografie
Het departement grenst aan het departement Imathia in het zuidwesten, Pella in het westen, Kilkis in het noorden, Sérres in het oosten en Chalcidice in het zuiden.
Het departement strekt zich uit tussen de Golf van Thessaloniki in het zuidwesten en de Golf van Strimon in het oosten. Tussen die twee golven liggen twee grote meren, het Koroniameer en het Volvimeer. Ten zuiden van deze meren bevindt zich de romp van het schiereiland Chalcidice.
De bergen zijn te vinden in het midden en noorden van het departement Thessaloniki, landbouw in het westen en zuidwesten, in de vallei en delta van de rivier de Axios, en een beetje in het noordoosten. Onder de berggebieden behoren de Chortiatis in het centrale westelijke deel, de Vertiskos in het noorden en delen van het Kerdyliogebergte in het noordoosten.

## Plaatsen[2]
Door de bestuurlijke herindeling (Programma Kallikrates) werden de departementen afgeschaft vanaf 2011. Het departement “Thessaloniki” werd een regionale eenheid (perifereiaki enotita). Er werden eveneens gemeentelijke herindelingen doorgevoerd, in de tabel hieronder “Gemeente” genoemd.
| Plaats              | Hoofdplaats (vroeger) | Postcode        | Gemeente             | Hoofdplaats van de gemeente |
| ------------------- | --------------------- | --------------- | -------------------- | --------------------------- |
| Agios Athanasios    |                       | 570 03          | Chalkidona           | Koufalia                    |
| Agios Georgios      | Asprovalta            | 570 21          | Volvi                | Stavros                     |
| Agios Pavlos        |                       | 554             | Neapoli-Sykies       | Sykies                      |
| Ampelokipoi         |                       | 561             | Ampelokipoi-Menemeni | Ampelokipoi                 |
| Apollonia           | Nea Apollonia         | 570 15          | Volvi                | Stavros                     |
| Arethousa           |                       | 570 21          | Volvi                | Stavros                     |
| Assiros             |                       | 572 00          | Lagkadas             | Lagkadas                    |
| Axios               | Kymina                | 573 00          | Delta                | Sindos                      |
| Chalastra           |                       | 573 00          | Delta                | Sindos                      |
| Chalkidona          |                       | 570 07          | Chalkidona           | Koufalia                    |
| Chortiatis          | Asvestochori          | 570 10          | Pylaia-Chortiatis    | Panorama                    |
| Echedoros           | Sindos                | 570 08          | Delta                | Sindos                      |
| Egnatia             | Profitis              | 573 00          | Volvi                | Stavros                     |
| Eleftherio-Kordelio |                       | 562             | Kordelio-Evosmos     | Evosmos                     |
| Epanomi             |                       | 575 00          | Thermaïkos           | Peraia                      |
| Evosmos             |                       | 562             | Kordelio-Evosmos     | Evosmos                     |
| Kalamaria           |                       | 551             | Kalamaria            | Kalamaria                   |
| Kallindoia          | Zagkliveri            | 570 12          | Lagkadas             | Lagkadas                    |
| Kallithea           |                       |                 | Oraiokastro          | Oraiokastro                 |
| Kallithea           |                       | 545             | Chalkidona           | Koufalia                    |
| Koroneia            | Gerakarou             | 570 12          | Lagkadas             | Lagkadas                    |
| Koufalia            |                       | 571 00          | Chalkidona           | Koufalia                    |
| Lachanas            | Xylopoli              | 570 14          | Lagkadas             | Lagkadas                    |
| Lagkadas            |                       | 572 00          | Lagkadas             | Lagkadas                    |
| Madytos             | Nea Madytos           | 570 14          | Volvi                | Stavros                     |
| Menemeni            |                       | 561             | Ampelokipoi-Menemeni | Ampelokipoi                 |
| Michaniona          | Nea Michaniona        | 570 04          | Thermaïkos           | Peraia                      |
| Mikra               | Trilofo               | 575 00          | Thermi               | Thermi                      |
| Mygdonia            | Liti                  | 545             | Oraiokastro          | Oraiokastro                 |
| Neapoli             |                       | 562             | Neapoli-Sykies       | Sykies                      |
| Oraiokastro         |                       | 570 13          | Oraiokastro          | Oraiokastro                 |
| Panorama            |                       | 552             | Pylaia-Chortiatis    | Panorama                    |
| Polichni            |                       | 565             | Pavlos Melas         | Stavroupoli                 |
| Pylaia              |                       | 552             | Pylaia-Chortiatis    | Panorama                    |
| Rentina             |                       | 570 10          | Volvi                | Stavros                     |
| Sochos              |                       | 570 05          | Lagkadas             | Lagkadas                    |
| Stavroupoli         |                       | 564             | Pavlos Melas         | Stavroupoli                 |
| Sykies              |                       | 566             | Neapoli-Sykies       | Sykies                      |
| Thermaikos          | Peraia                | 570 19          | Thermaïkos           | Peraia                      |
| Thermi              |                       | 570 01          | Thermi               | Thermi                      |
| Thessaloniki        |                       | 54x xx & 55x xx | Thessaloniki         | Thessaloniki                |
| Triandria           |                       | 553             | Thessaloniki         | Thessaloniki                |
| Vasilika            |                       | 570 06          | Thermi               | Thermi                      |
| Vertiskos           | Ossa                  | 572 00          | Lagkadas             | Lagkadas                    |
| Efkarpia            |                       | 564             | Pavlos Melas         | Stavroupoli                 |
| Pefka               |                       | 570 10          | Neapoli-Sykies       | Sykies                      |